# A1高速公路 (希腊)

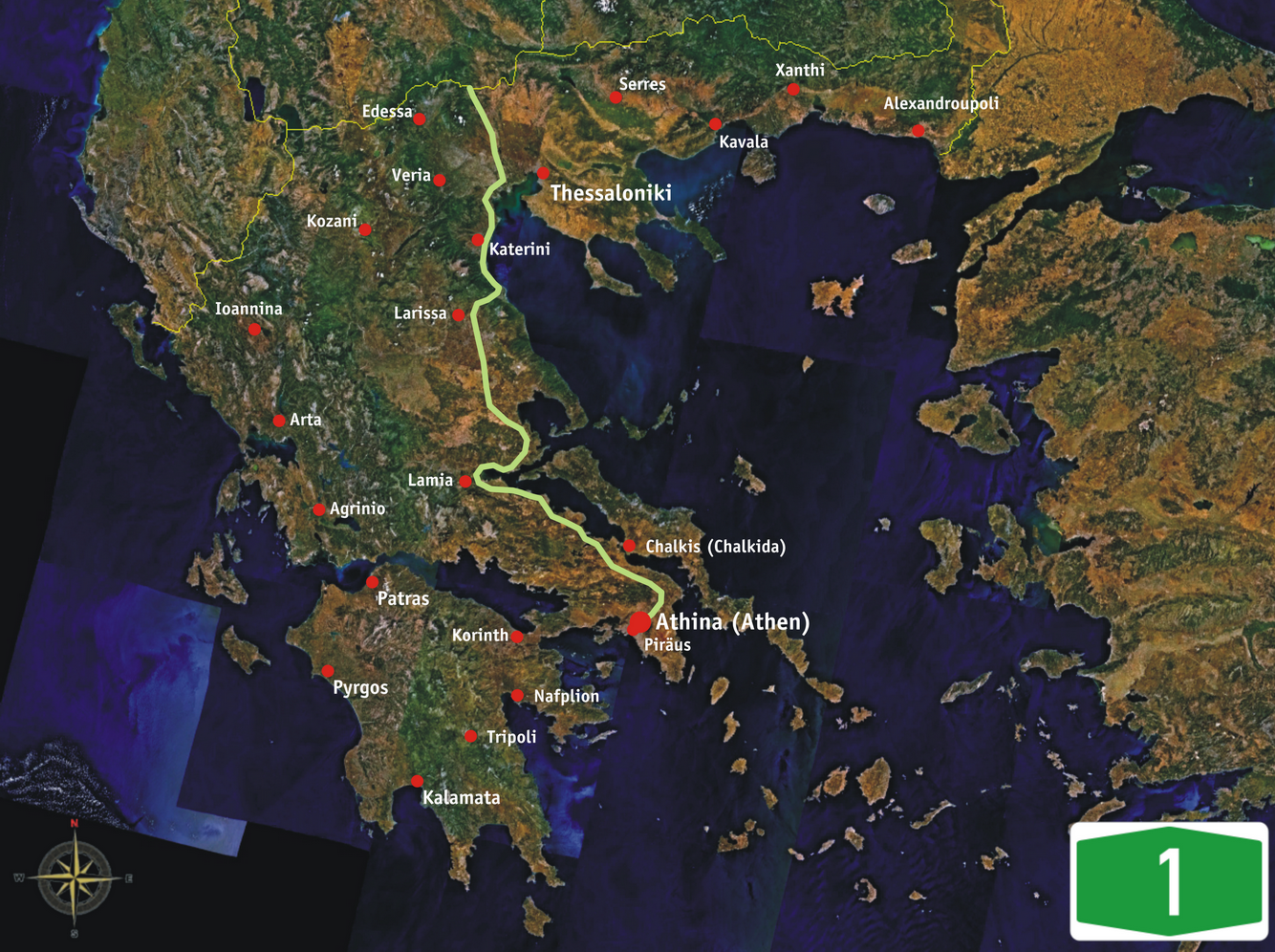
A1高速公路

A1高速公路（希臘語：Αυτοκινητόδρομος 1），为希腊的公路干道之一，纵贯希腊南北，北起希腊边境的Evzoni，南至雅典附近的比雷埃夫斯，总长度550 km(342 mi)。A1高速公路为欧洲E75公路的一部分。
A1高速公路途径的主要城市有塞萨洛尼基、卡泰里尼、拉里萨、拉米亚、锡韦、雅典等。